# Медвянець синьощокий
Медвя́нець синьощокий (Melidectes belfordi) — вид горобцеподібних птахів родини медолюбових (Meliphagidae). Ендемік Нової Гвінеї.

## Підвиди
Виділяють п'ять підвидів:
- M. b. joiceyi Sclater, PL, 1874 — захід острова;
- M. b. griseirostris Mayr, 1931 — гора Голіаф;
- M. b. schraderensis Mertens, 1923 — схід острова;
- M. b. belfordi Mertens, 1923 — найвищі гірські піки на південному сході острова;
- M. b. brassi Meyer, AB, 1886 — гори на південному сході острова.

## Поширення і екологія
Синьощокі медвянці живуть у вологих гірських тропічних лісах Центрального хребта. Зустрічаються на висоті від 1600 до 5000 м над рівнем моря.